# Istoria limbii maghiare
Istoria limbii maghiare se împarte în următoarele perioade:
- 1000 î.Hr. – 896 d.Hr.: proto-maghiara;
- 896 – 1526: maghiara veche;
- 1526 – 1772: maghiara medie;
- 1772 – 1920: maghiara modernă;
- 1920 – secolul al XXI-lea: maghiara contemporană.

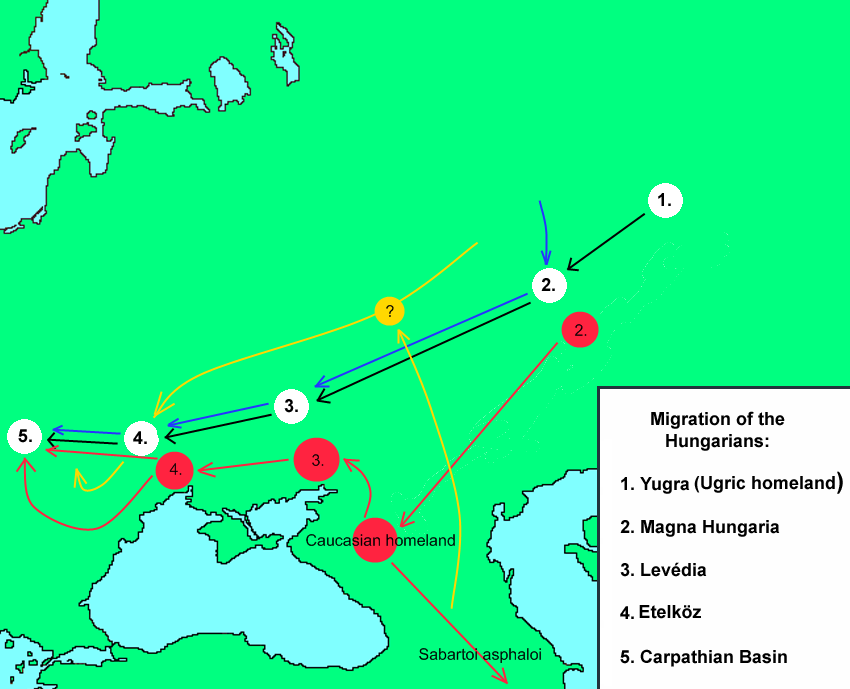
Migraţia ungurilor

## Perioada proto-maghiară (1000 î.Hr. –896d.Hr.)
Conform ipotezei acceptate de cei mai mulți cercetători, ungurii își au originea într-un grup de ugrici care, pe la începutul mileniului I î.Hr., a rămas în regiunea cursului superior al fluviului Obi (la est de munții Urali), după ce alt grup din acest popor a migrat spre nord. Tot atunci se consideră că începe istoria limbii maghiare, cu desprinderea sa din grupul limbilor ugrice. Astfel, aceasta este una dintre cele mai vechi limbi din Europa.
Se estimează că în această perioadă, lexicul limbii este de aproximativ 25.000 de cuvinte, dar începe să se îmbogățească cu împrumuturi din limbile turcice și limbile permice.
Devenind crescători de animale nomazi, ungurii încep să migreze spre sud-vest. Pe la sfârșitul mileniului I, ei se găsesc la vest de Urali, în regiunea fluviului Volga și a afluentului său Kama, pe teritoriul de astăzi al Bașkiriei.
Pe la anul 400 d.Hr., ungurii se așază la nord-vestul Mării Negre, unde sunt puternic influențați de popoarele turcice, atât pe plan genetic, cât și pe planul limbii. În secolul al VII-lea ajung sub stăpânirea primului stat turc. Probabil în această perioadă au primul contact cu scrierea, sub forma runelor turcice. Pornind de la acestea, își creează și ei o scriere, numită „scrierea maghiară veche”, sau „runele maghiare”, în secolele VII-VIII, folosite în inscripții încrustate în lemn sau piatră, până pe la anul 1850.
În această perioadă, fiecare trib își are dialectul său. Lexicul continuă să se dezvolte prin împrumuturi turcești, din domeniul vestimentației, al agriculturii, al viticulturii etc.

## Perioada maghiarei vechi (896 –1526)
La sfârșitul secolului al IX-lea, ungurii pătrund în bazinul Carpaților, unde își întemeiază primul stat propriu. Limba lor începe să fie influențată de limbile noilor vecini.
În anul 1000, ungurii se creștinează în ritul catolic și se înființează regatul Ungariei. Începe cultura scrisă, în limba latină, dar primul text (scrisoarea de ctitorire a mănăstirii de călugărițe din Veszprémvölgy), considerat a fi apărut înainte de anul 1002, în care apar cuvinte ungurești (toponime), este scris în greaca medievală. Curând apar și primele atestări scrise ale limbii maghiare. Primul document în care apar trei propoziții, 58 de cuvinte și 33 de sufixe maghiare este scrisoarea de ctitorire a abației din Tihany (1055).

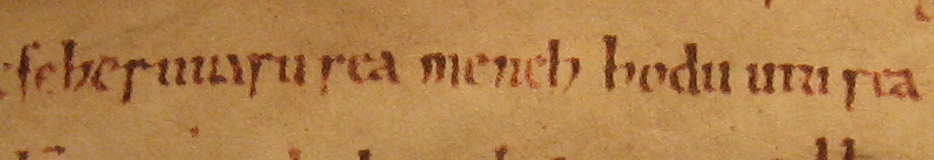
Propoziţia cea mai lungă în limba maghiară din scrisoarea de ctitorire a abaţiei din Tihany.

Primul text scris în întregime în maghiară este Halotti beszéd és könyörgés (Discurs funebru și rugăciune) din 1192-1195, păstrat în Codicele Pray, o carte religioasă în limba latină, din care este tradus discursul. Este totodată cel mai vechi text scris într-o limbă fino-ugrică.

Discurs funebru şi rugăciune

Literatura beletristică în limba maghiară începe în jurul anulul 1300, cu poemul cunoscut sub titlul Ómagyar Mária-siralom (Tânguirile Fecioarei Maria în maghiara veche), tradus liber din latină, în care răstignirea lui Isus din Nazaret este văzută din punctul de vedere al Mariei.

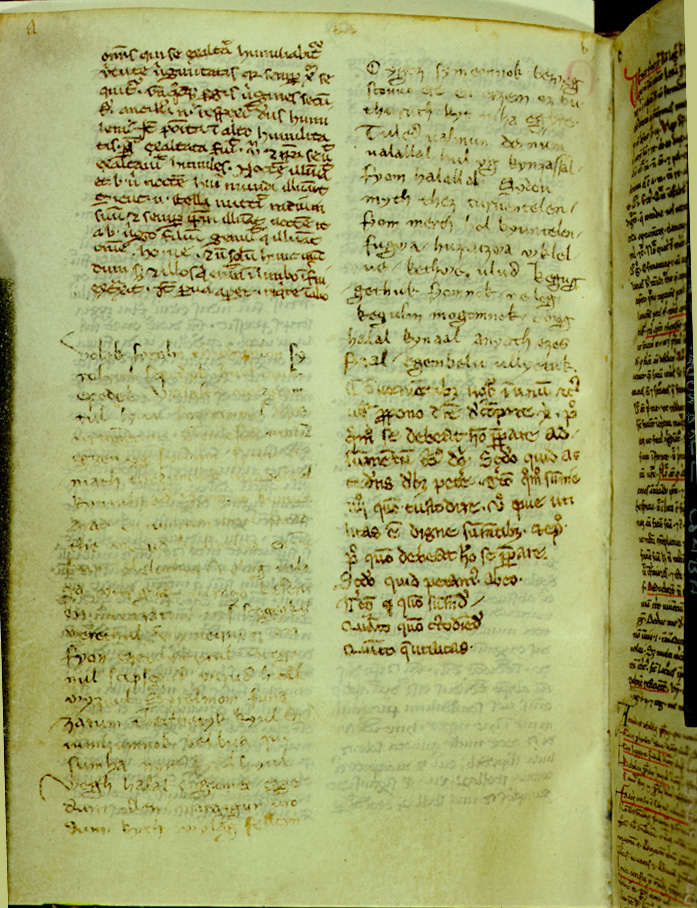
Tânguirile Fecioarei Maria în maghiara veche

Prima carte în limba maghiară datează de pe la 1350. Se păstrează din ea așa-numitul Fragment de la Königsberg, găsit în legătura unei cărți latinești de la sfârșitul secolului al XIV-lea. Altă carte importantă este despre viața sfântului Francisc de Assisi, Codicele Jókay (secolul al XV-lea), o copie a originalului din 1372.
În secolul al XV-lea apar câteva liste de cuvinte latinești cu traducerile lor maghiare și câteva texte scurte, dar lucrarea cea mai importantă din această perioadă este prima traducere a Bibliei, numită Biblia husită (1430), tradusă din latină de preoții Tamás Pécsi și Bálint Újlaki. Deși traducerea a fost confiscată de la traducători de către Inchiziție, totuși s-au păstrat câteva copii.

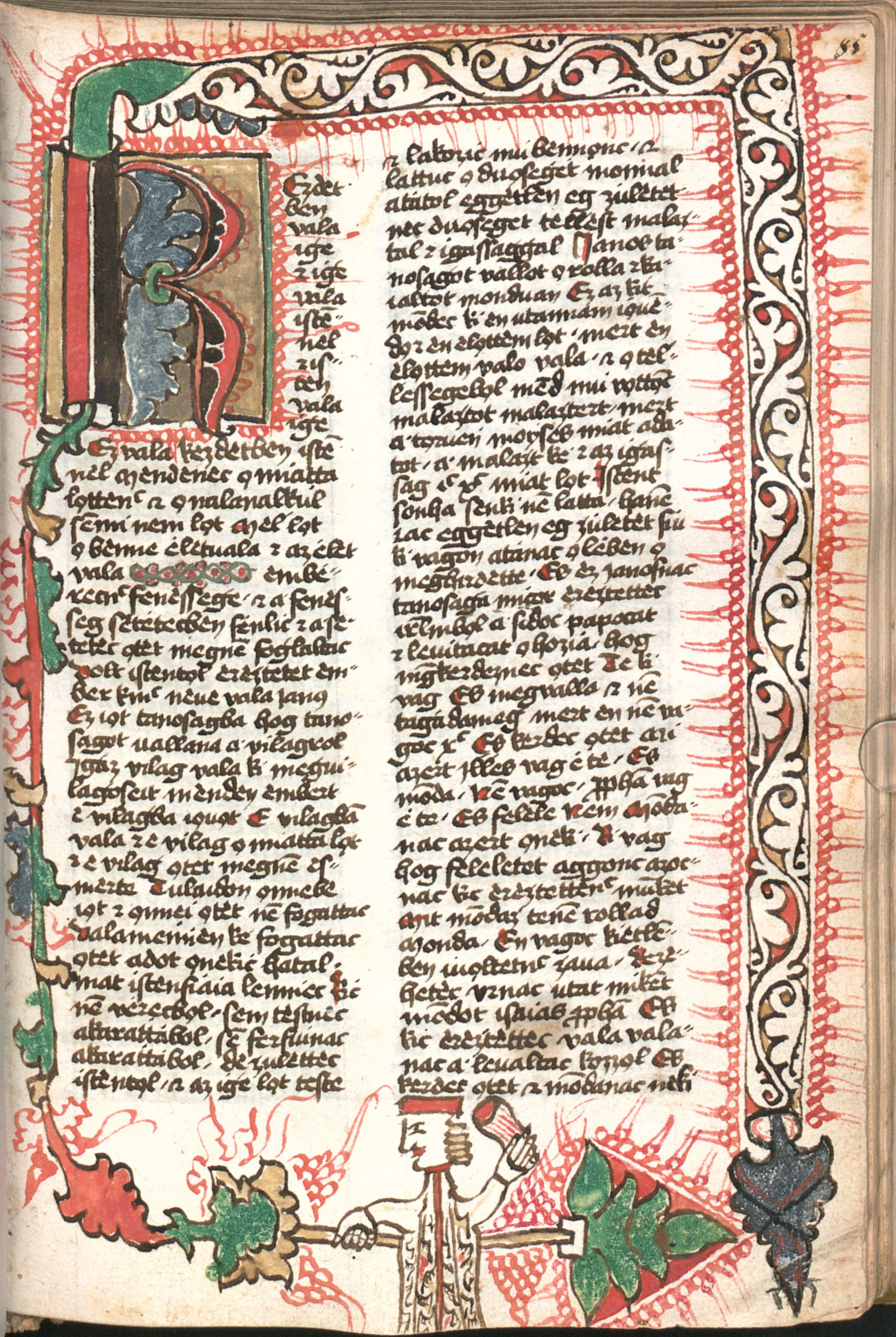
Biblia husită, copie din Codicele de la München (1466).

Se scrie tot mai mult în limba maghiară. O operă laică din această perioadă este Szabács viadala (Bătălia de la Šabac) (1476), poem epic despre victoria lui Matia Corvin asupra otomanilor în această bătălie. 
În perioada maghiarei vechi, limba se dezvoltă prin împrumuturi din limbile slave, din limba germană și din latină. Acestea sunt mai ales din domeniul vieții politice, religioase, dar sunt și nume de animale din afara Ungariei, termeni tehnici etc. Totodată, lexicul se îmbogățește prin derivare, sufixele lexicale fiind mai numeroase decât în limba actuală, precum și prin compunere.

## Perioada maghiarei medii (1526 –1772)
Această perioadă începe cu bătălia de la Mohács, în urma căreia Ungaria își pierde independența. Au loc mișcări importante de populație, iar dialectele se influențează reciproc. Limba acestei epoci nu mai diferă esențial de cea de astăzi.
În secolul al XVI-lea literatura în limba maghiară era deja foarte bogată. Apar primii poeți importanți, Sebestyén Tinódi Lantos și Bálint Balassi.
În spiritul Renașterii, care pătrunde în Ungaria pe vremea lui Matia Corvin, odată cu tiparul, apar traducerile numite „umaniste” ale Bibliei:
- Epistolele pauline în limba maghiară (1533), în traducerea lui Benedek Komjáthy este prima carte tipărită în această limbă.
- Noul Testament în limba maghiară (1536), tradus de Gábor Pesti cuprinde de fapt numai cele patru evanghelii. Traducătorul, primul cărturar care se ocupă în mod conștient de cultivarea limbii, reușește să producă un text expresiv, lipsit de întorsăturile greoaie rezultate din redarea sintaxei latine, ce caracterizau traducerile anterioare.
- Întreg Noul Testament (1541) este tradus de János Sylvester, pe baza ediției științifice în limba greacă publicată de Erasmus din Rotterdam. În plus, traducătorul a rezumat fiecare evanghelie în versuri (distihuri).

În prima jumătate a secolului al XVI-lea apar și primele lucrări lingvistice:
- Mátyás Dévai publică Ortographica Hungarica (1538), primul ghid maghiar de ortografie.
- János Sylvester este primul care sistematizează gramatica limbii maghiare, în lucrarea Grammatica Hungarolatina (1539).

Un rol important în dezvoltarea limbii îl are Reforma protestantă, datorită principiului acesteia de a răspândi credința în limba vorbită de populație. Câștigă teren luteranismul, dar mai ales calvinismul. Teologii protestanți retraduc Biblia în spiritul lor:
- István Benszédy Székely traduce Psalmii, în 1548.
- Aproape întreaga Biblie apare în traducerea lui Gáspár Heltai, în 1565, dar nu se răspândește.
- Traducerea Noului Testament de către Tamás Félegyházi (1586) este cunoscută în toată țara.
- Traducerea cea mai cunoscută, folosită și astăzi, a întregii Biblii este cea a lui Gáspár Károli, Biblia de la Vizsoly (1590). Acestuia îi aparține de fapt numai traducerea Vechiului Testament, cea a Noului Testament fiind preluată, cu mici modificări, de la Tamás Félegyházi.

Influența străină cea mai importantă care se exercită asupra limbii în perioada maghiarei medii este cea germană.
În această perioadă, în Principatul Transilvaniei, limba maghiară devine pentru prima dată limbă de stat. Codurile de legi Compillatae Constitutiones Regni Transylvaniae (1671) și Approbatae Constitutiones Regni Transylvaniae (1677) sunt redactate în maghiară.

## Perioada maghiarei moderne (1772 –1920)
Această perioadă începe odată cu Iluminismul, al cărui act de naștere se socotește a fi piesa în versuri Ágis tragédiája (Tragedia lui Agis), de György Bessenyei, apărută în 1772.
Epoca se caracterizează prin mișcarea numită de „înnoire a limbii”, la care participă aproape toți cărturarii, în frunte cu Ferencz Kazinczy (1759 – 1831). Este o mișcare de maghiarizare a limbajului vieții spirituale, pentru a adapta limba la viața modernă, prin crearea cuvintelor maghiare adecvate culturii materiale și spirituale a vremii. Aceasta se face prin derivare cu sufixe, derivare regresivă, compunere, telescopare, calc, adoptarea unor cuvinte dialectale și arhaice. Totodată se impun și unele criterii estetice în redactarea textelor, în numele unui „stil elevat”. Adepții înnoirii limbii, numiți „neologi”, sunt combătuți de tradiționaliști, numiți „ortologi”. Exemplul cel mai cunoscut al polemicii lor este manifestul ironic al ortologilor, cu titlul Mondolat (1813), la care neologii răspund cu Felelet a Mondolatra (Răspuns la Mondolat), de Ferenc Kölcsey și Pál Szemere, în 1815.
În 1827 ia ființă Societatea Științifică Maghiară, Academia de Științe de mai târziu, având ca prim scop cultivarea limbii. Aceasta publică lucrări care stabilesc normele limbii literare și dicționare: 
- A magyar helyesírás és szóragasztás szabályai (Regulile ortografiei și ale formării cuvintelor) (1831)
- Mathematikai műszótár (Dicționarul de specialitate al matematicii) (1834)
- Philosophiai műszótár (Dicționarul de specialitate al filozofiei) (1834)
- Magyar-német zsebszótár (Dicționar de buzunar maghiar-german) (1838)
- Magyar Tájszótár (Dicționar dialectal maghiar) (1838)
- Német-magyar zsebszótár (Dicționar de buzunar german-maghiar) (1843)
- A magyar szókötés szabályai (Regulile formării sintagmelor în limba maghiară), de István Fábián și István Szilágyi (1846)
- A magyar nyelv rendszere (Sistemul limbii maghiare) (1847)
- A Magyar Nyelv Szótára (Dicționarul limbii maghiare), în șase volume, de Gergely Czuczor și János Fogarasi (1862 – 1874)

Aceasta este perioada formării limbii naționale unitare și a limbii standard. Limba maghiară primește statut de limbă oficială mai întâi în perioada 1844-1849, apoi definitiv, începând cu 1867. În urma introducerii învățământului obligatoriu se lărgește sfera știutorilor de carte și varietățile limbii converg din ce în ce mai mult.

## Perioada maghiarei contemporane (începând cu1920)
Această perioadă începe cu reducerea statului ungar la dimensiunile actuale și divizarea comunității lingvistice. Evoluția limbii se caracterizează prin diminuarea importanței dialectelor și lărgirea extraordinară a comunicării orale și scrise.